# Jeep

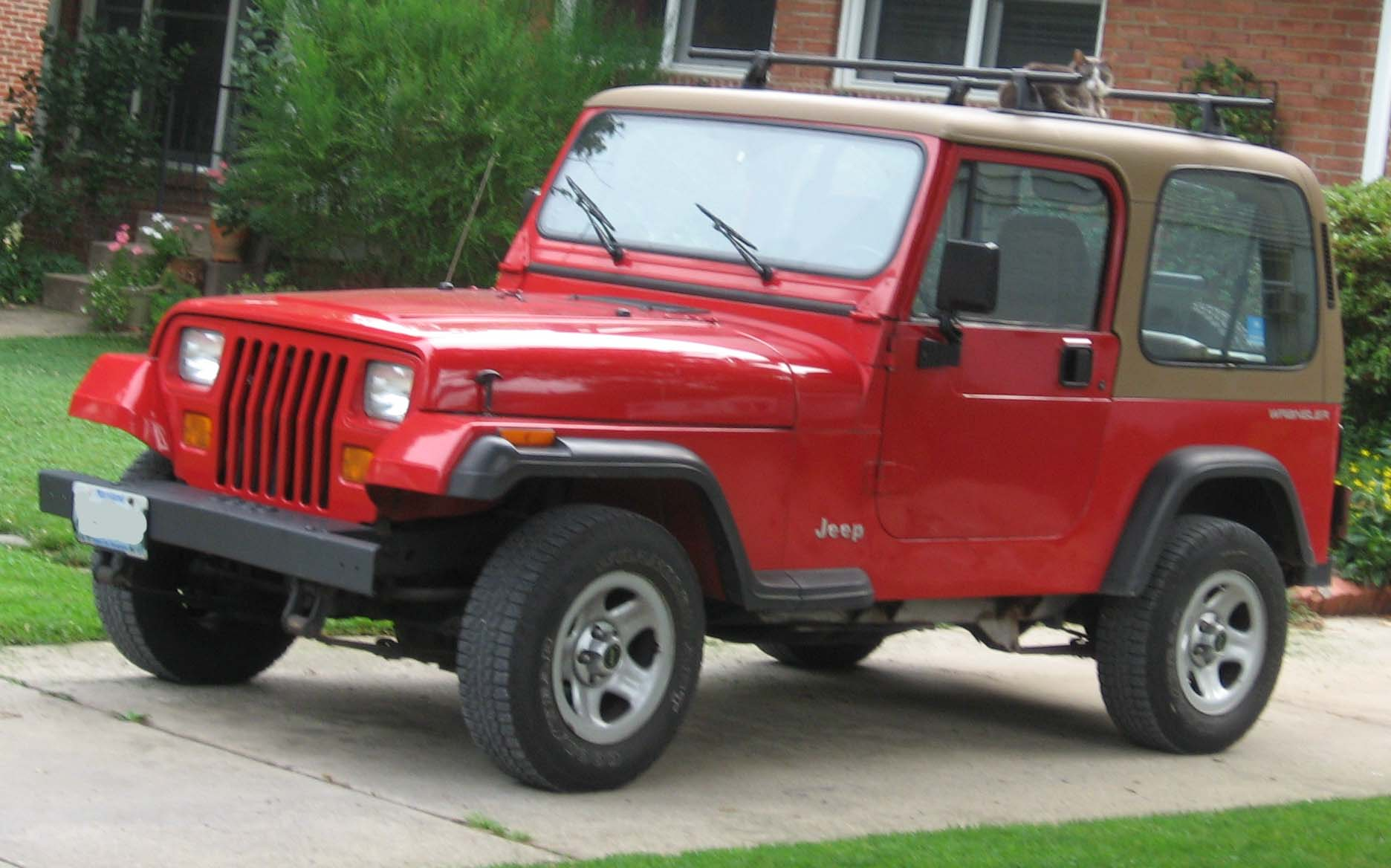
Wrangler, en av Jeeps klassiska modeller.

Jeep  (från engelskan) är en liten amerikansk militärbil konstruerad av Willys-Overland Motor Corp., Toledo, Ohio i samarbete med amerikanska 
militärmyndigheter för att framföras såväl på väg som i lättare terräng. Fordonet var fullt utvecklat 1939 och började masstillverkas när USA inträdde i andra världskriget.
Termen är ofta associerad med en viss typ av bil som senare har börjat tillverkats i konsumentupplagor. Denna typ av fordon är ursprunget till SUV-eran som kom under 1980-talet. 
På flera språk, liksom på svenska, har jeep blivit ett varumärkesord och kommit att betyda "terränggående bil" som till exempel jeeppi (finska), tzip (grekiska), jipe (portugisiska), dzhip (ryska), džíp (slovenska) och cip (turkiska).
Jeep är ett bilmärke tillhörande Stellantis.

## Historia

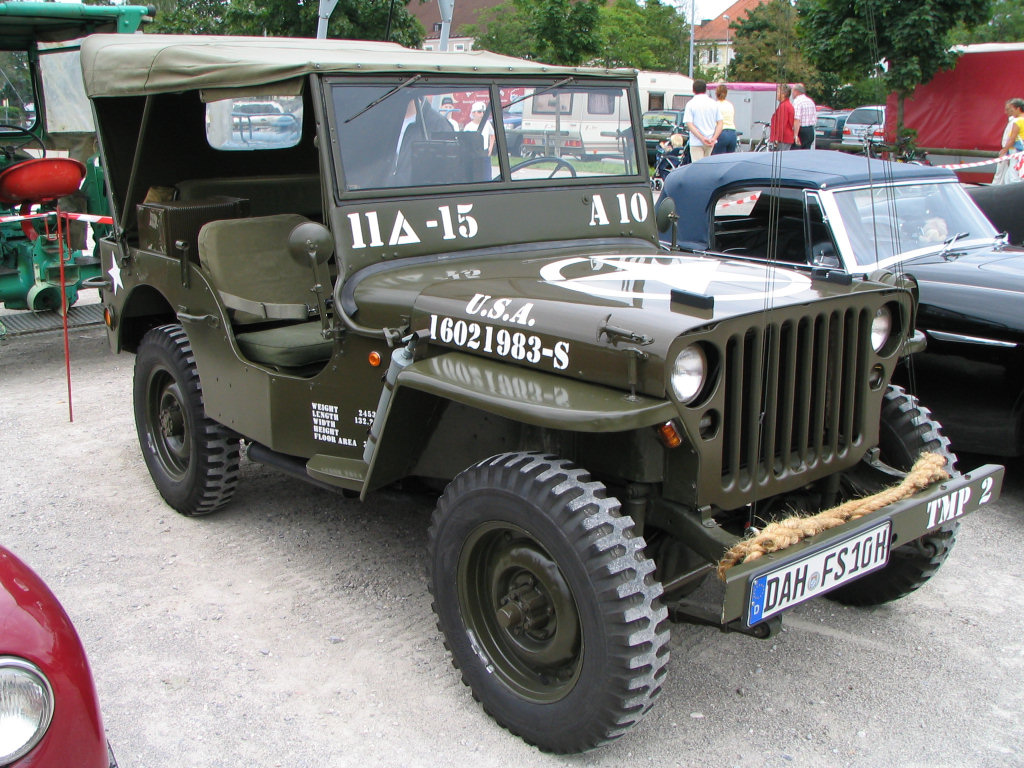
Jeep Willys MB från 1945.

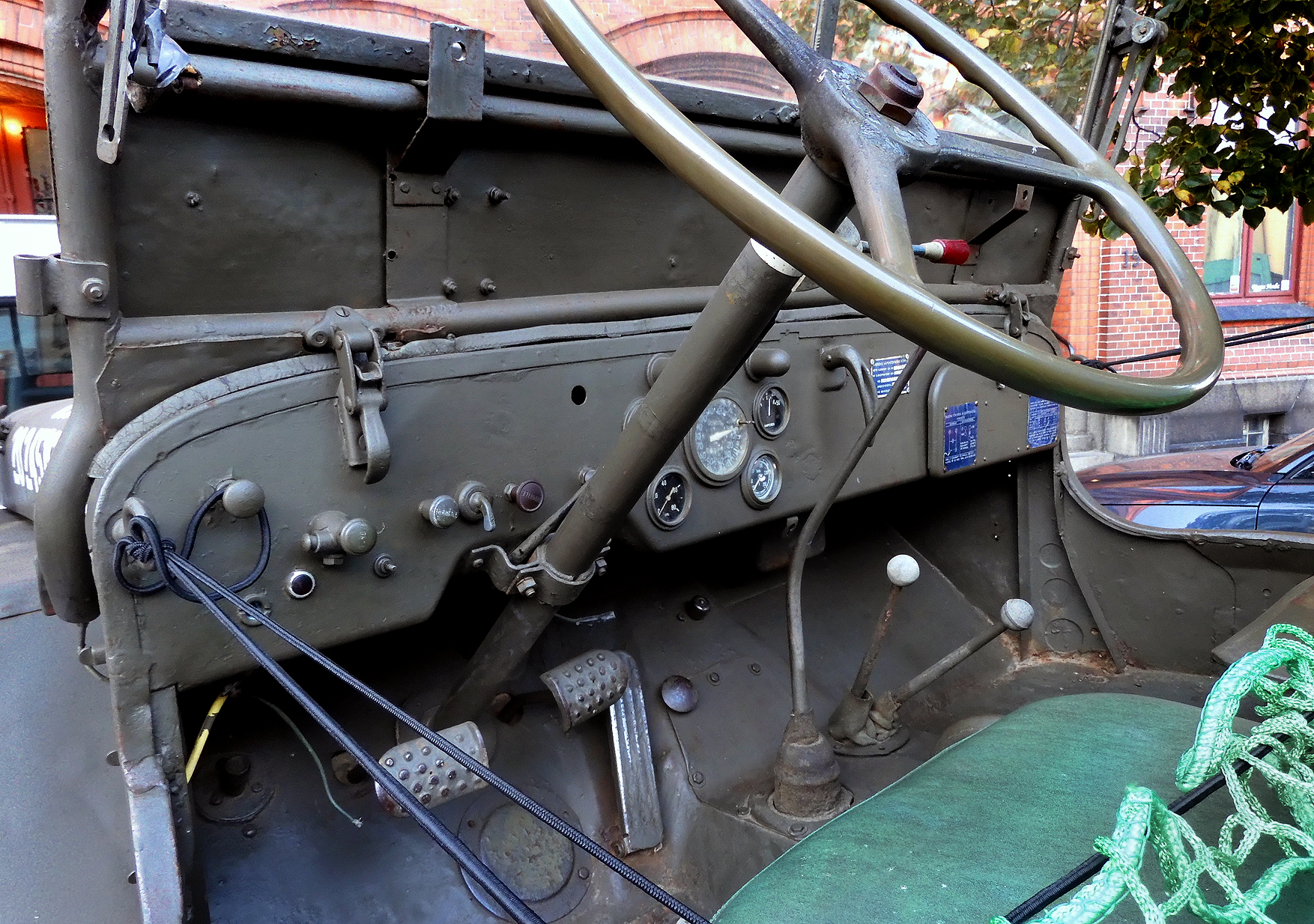
Interiör på en Willys Jeep.

Ursprunget till namnet Jeep är något av ett mysterium. En populär ursprungsform är att fordonen ursprungligen var signerade GP (för General Purpose, svenska: allmän användning) vilket slarvades uttalsmässigt i engelskspråkiga länder, och blev till "Jeep". R. Lee Ermey har sagt i sin tv-serie Mail Call att fordonen alltid var skapade för specifika uppgifter och hade aldrig märkningen General Purpose, namnet skulle istället kunna vara från Fords terminologi för GP (där G står för government-use och P är hjulbasen 80 tum). Enligt Teknisk tidskrift (april 1945) är den officiella beteckningen "General Purpose War Truck" eller kortare "G.P. War Truck", och smeknamnet Jeep har uppstått ur uttalet av bokstäverna G.P.
Men många (även R. Lee Ermey) anser att den mest trovärdiga källan till namnet är från figuren i den tecknade serien Thimble Theatre (Karl-Alfred), Eugene the Jeep.  Han kunde gå genom väggar, klättra i träd, flyga och komma var som helst. Det kan vara tänkbart att soldater under den tiden var så imponerade av det nya fordonets flexibilitet att de gav fordonet namnet efter figuren.
Den första prototypen var byggd för den amerikanska militären av American Bantam, som sedan följdes av två andra prototyper skapade av Ford och Willys-Overland. Stora kvantiteter av de tre modellerna testades ute på fältet där de valde Willys prototyp för dess goda hållbarhet och motorkraft. Modellen byggdes först i större kvantiteter av Williys-Overland i Toledo, Ohio, men då de inte kunde producera så många fordon som militären behövde tillät de även Ford att bygga jeepar. Willys och Fords sammanlagda produktion av jeepar under andra världskriget var mer än 600 000 fordon.
Det skapades även många olika versioner, som en järnvägs-jeep och en amfibie-jeep. På grund av kriget levererades även många jeepar till Sovjet.
I den amerikanska krigsmakten har Jeep blivit ersatt av HMMWV.

## Jeepmarknaden

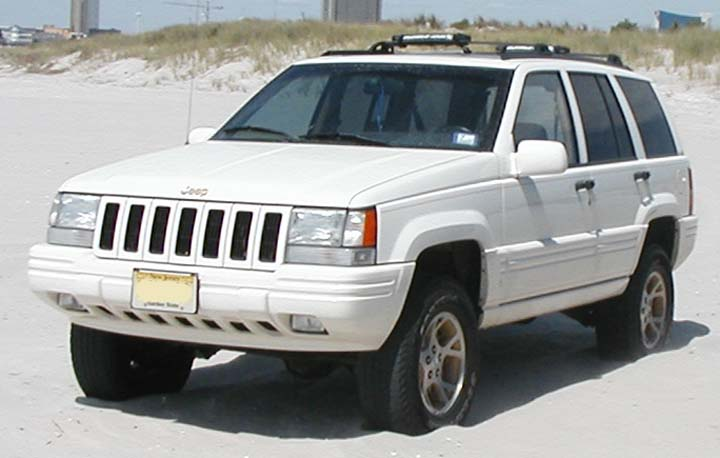
Jeep Grand Cherokee 1993-1998.

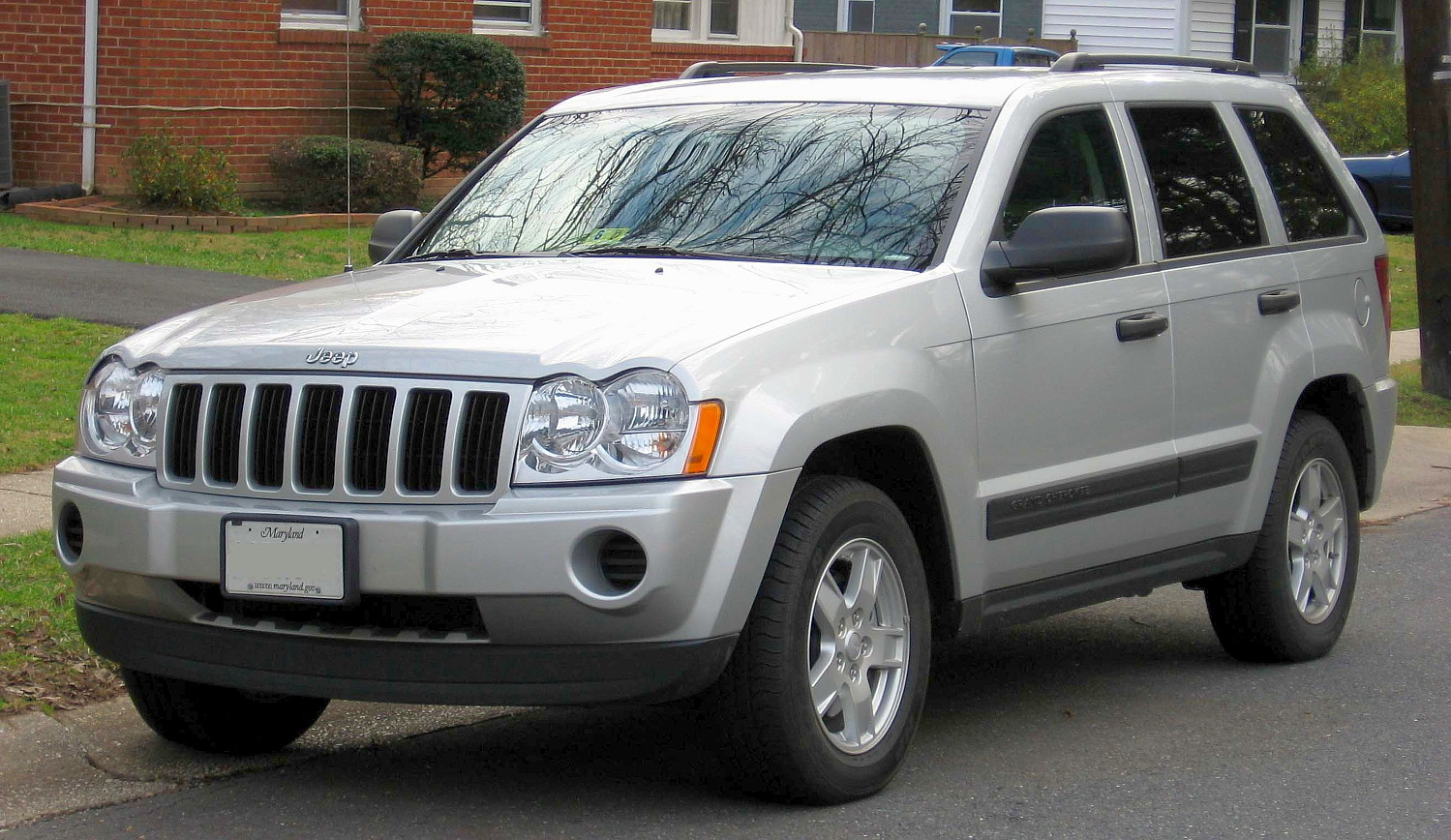
Jeep Grand Cherokee 2005-2007.

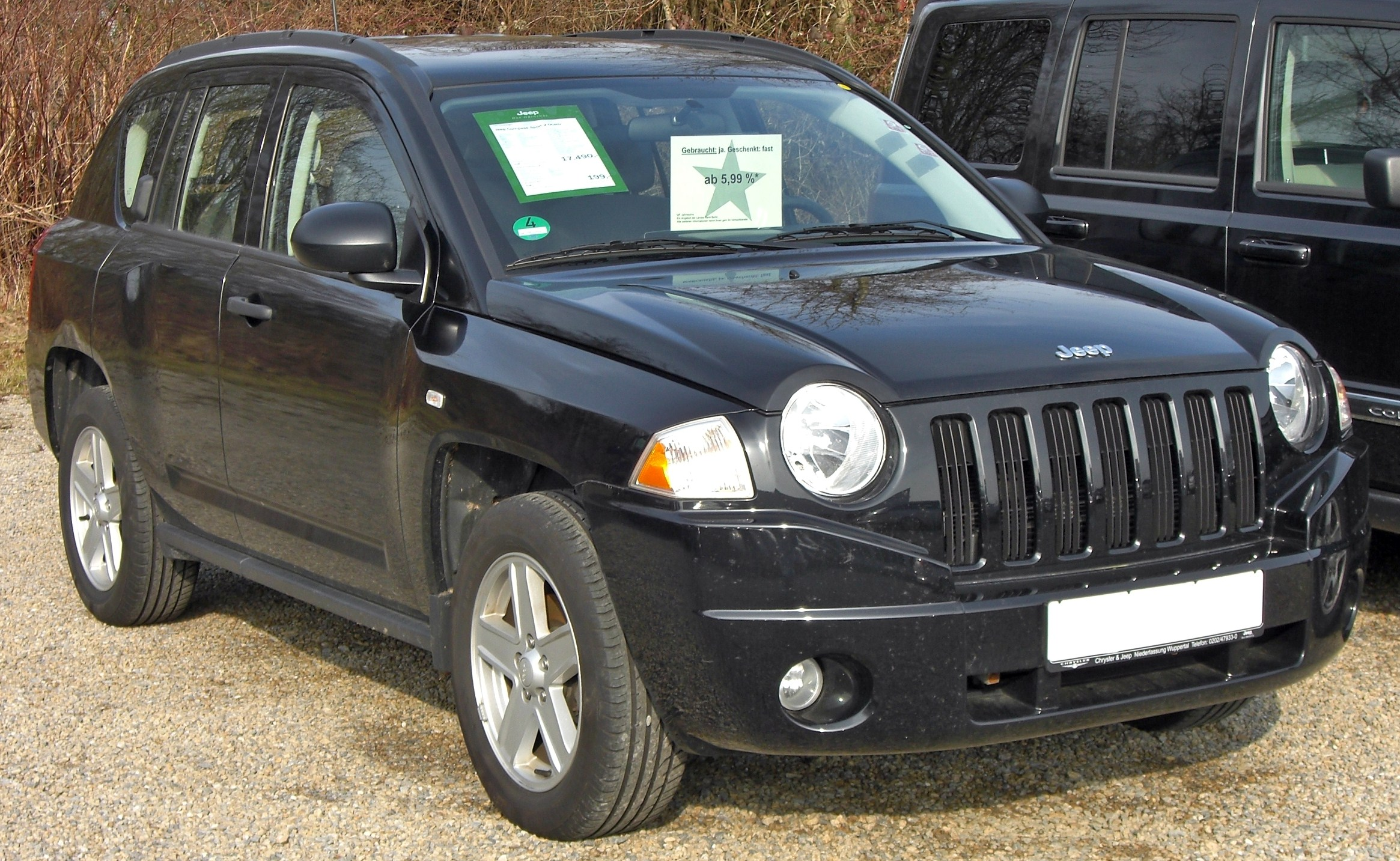
Jeep Compass.

En division inom Stellantis, en efterträdare till Willys, har idag rättigheterna för namnet Jeep och designen med den välkända grillen med sju slitsar (sex pinnar) i fronten (Fords design var med nio slitsar). Det sägs att antalet personer världen runt som kan känna igen Jeepfronten är tvåa efter hur många som kan känna igen Musse Pigg, och Jeepvarumärket är det mest kända varumärket i världen utöver Coca-Cola.[källa behövs]
Jeepmarknaden har gått genom många ägare, där den startades av Willys 1941 som då producerade den första civiljeepen (Jeep CJ). Willys såldes till Kaiser Motors 1953, och blev namngiven Kaiser-Jeep 1963. American Motors Corporation köpte företaget 1970 och Chrysler köpte American Motors Corporation 1987 vilket var strax efter Jeep CJ hade blivit ersatt av den American Motors-designade Jeep Wrangler. Chrysler gick samman med Daimler-Benz 1998 och skapade DaimlerChrysler. 2007 såldes Chrysler Corporation vilket inkluderade även Jeep och Dodge. Sedan 2014 är Jeep en del av Fiat Chrysler Automobiles.
Jeep-fordon har även tillverkats med licens i bland annat Argentina, Brasilien, Colombia och Venezuela, Frankrike (Delahaye, Hotchkiss et Cie och Auverland), Nederländerna (Nekaf), Spanien (Viasa, Ebro och Nissan), samt i Indien (Mahindra) och Japan (Mitsubishi).
Även i ändra länder tillverkas jeep-liknande fordon (sannolikt utan licens), såsom i Myanmar (Myanmar Jeeps och Chin Dwin Star Jeeps) och på Filippinerna (så kallade Jeepney).

## Jeepserien

### Historiska modeller
- Jeep CJ (CJ-2A, -3A, -3B, -4, -5, -6, -7, -8) - Alla varianter är liknande Willys originalutförande. CJ står för Civilian Jeep
  - 1940 (?) Willys Quad (Den första "jeepen" tillverkad i provserie för US Army)
  - 1941-1945 MA/MB (Tillverkad på licens av Ford Motor Co under namnet Ford GPW, fanns även som amfibiefordon under benämningen Ford GPA). I Sverige gick dessa fordon under benämningen "Terrängbil 901".
  - 1945-1949 CJ-2A, Första civila modellen, vissa tidiga modeller levererades med rattväxel. Svensk armébeteckning "Terrängbil 902A".
  - 1949-1953 CJ-3A, tillverkades även i militärt utförande, Willys MC (M38). Svensk armébeteckning "Terrängbil 902B".
  - 1953-1968 CJ-3B, tillverkades även i militärt utförande, främst till Sydostasien (MAP= Military Aid Programe) (Willys M606)
  - 1951-1954 CJ-4, prototypmodell som även tillverkades i militärt utförande (CJ-4M samt XM-170 i lång hjulbas).
  - 1955-1983 CJ-5, tillverkades även flera olika militära utföranden som till exempel pansarvärnsjeep. Willys MD (M38A1/M606A2, CJ5M)
  - 1955-1981 CJ-6, förlängd CJ-5 (Militär version M170 (ambulans))
  - 1976-1986 CJ-7, renodlad civil modell som aldrig tillverkades i militärt utförande av Jeep Co.
  - 1981-1985 CJ-8, förlängd CJ-7
  - 1981-1985 CJ-10, längre hjulbas annorlunda front samt försedd med separat/avtagbart flak
- 1963-1970 Jeep Gladiator (Jeep SJ) med flak
- 1970-talet Jeep Honcho (Jeep SJ) med flak. (Jeep J10 och J20).
- 1984-2001 Jeep Cherokee XJ - Original-SUV:en
  - 1974-1991 Jeep SJ, Cherokee, Wagoneer och Grand Wagoneer (1984-91)
- Jeep Dispatcher (DJ) - En postjeep
- Jeep Jeepster - En passagerarjeep
  - 1948-1950 VJ - Willys Jeepster
  - 1966-1971 C101 - Jeepster Commando
  - 1972-1973 C104 - Jeep Commando
- 1956-1965 Jeep Forward Control
  - FC-150
  - FC-170
- 1963-1990 Jeep Wagoneer - SUV
  - 1963-1983 Jeep SJ
- 1986-1992 MJ (Jeep Comanche Medelstor Cherokee-baserad flakjeep
- 1984-1991 Jeep Grand Wagoneer - SUV
  - 1984-1991 Jeep Grand Wagoneer - Vidareutveckling av SJ-chassit
  - 1993 Jeep Grand Wagoneer - En variant av Grand Cherokee

### Nuvarande modeller
- Jeep Wrangler YJ 1987-1996
  - Jeep Wrangler TJ 1997-2006.
    - Jeep Wrangler JK 2007-
- Jeep Grand Cherokee - stor familje-SUV
- Jeep Liberty eller Jeep Cherokee - (KJ) En mindre SUV, kallas uteslutande Jeep Liberty i USA.
- Jeep Compass 2006-
- Jeep Renegade 2014-
- Jeep Avenger 2022-

### Framtida modeller
- 2006 Jeep Commander - en SUV-baserad ny Jeep Grand Cherokee med sju sittplatser.
- 2007 Jeep Compass - en mindre SUV-baserat fordon skapad från Dodge Neon-arkitekturen.
- Jeep Rescue - En större SUV i hummer-storleken.